# Ералиева, Рауза Бейсембаевна
Ералиева  Рауза  Бейсембаевна (род. 9 июля 1936, Аскания-Нова, Днепропетровская область, Украинская ССР, СССР) — советская и казахстанская художница.

## История Жизни
В семье Рауза - старший ребёнок. Имеет брата Аскана и сестер Рамилю и Рахиму.
Её мама рассказывала своим внукам, что Рауза с  самого раннего возраста не расставалась с кистью и карандашами, убегала из дома с альбомом и проводила много времени на крыше или дереве и все время рисовала. «Я пишу картины душою, взглядом и своей любовью к людям…» - писала Рауза в своем дневнике.
В 1937 году семья переехала в город Алма-Ата,  где  Рауза обучалась  художественному ремеслу, вела педагогическую деятельность, развивалась как художник, создала  крепкую семью и всю жизнь рисовала в любое свободное время. 
«Каждый новый день - это чудо, а окружающий мир - это лучший способ черпать вдохновение»
 
Её работы не только картины, но и стихи это  отражение собственных чувств и мыслей, способ разобраться в самой себе. 
«Днем рисую, ночью пишу стихи, для себя…»

Все это создавало атмосферу легкой радости и творческой эйфории, естественным и непринужденным образом, выплескивающимися на поверхность холста.

Стихи Раузы Ералиевой:

Я - лист зелёный

Я - цветок

Я - ветер нежный

Я - поток!» 

Зелень изумрудом

В розовом блестит,

Ароматом нежным

Сердце полонит…

Первый вернисаж и персональная выставка мастера под названием  «Я – частица мира»,  состоялась в 2018 году в Алматы в музее им. А.Кастеева.  Его организовали дочери художницы, справедливо полагающие, что картины мамы достойны оставаться в истории.  На тот момент Раузе Ералиевой было 82 года.
Затем, в 2019 году состоялся  Прибалтийский  тур  персональной выставки, в рамках программы «Рухани Жаңгыру», который прошёл с колоссальным успехом и стал одним из запоминающихся событий культурной жизни Латвии и Литвы.  Её солнечная, яркая, сочная, вкусная живопись потрясла столь сдержанных на эмоции в силу своего менталитете литовцев, латышей...
Рауза  Ералиева не стремилась к публичности, не давала интервью до 2022 года. Единственный человек, кому удалось вызвать художника на разговор – медиамагнат Арманжан Байтасов - издатель «Forbes» в Казахстане и Грузии, который пригласил Раузу Бейсембаевну гостьей в свой очередной выпуск Youtube  канала  Baitassov Live
А.Байтасов: «Ее работы разноплановые: есть с элементами  экспрессионизма, кубизма, картины в стиле ню и полотна с тонким этнографическим флером…портреты, пейзажи, натюрморты, все они окутаны тайной ее души, о которой знает только она... Пишет легко и свободно, наполняя свои полотна положительной энергетикой, лучезарными красками и душевной теплотой. С помощью цвета передает всплески эмоций и оттенки своего настроения, которыми пропитаны все ее произведения!»

## Образование
Окончила Алма-атинское художественное училище имени Н.В.Гоголя в 1960 году.
Учителями были выдающиеся мастера изобразительного искусства -
Айша  Галимбаева и Канафия Тельжанов. Именно они привили ей любовь к живописи, восприятию цвета, пониманию природы.
Несмотря на то, что в ранний период творческих исканий она увлекалась керамикой и занималась разработкой дизайнерских проектов,  её любимым занятием  остается живопись.

## Трудовая деятельность
Творческий путь начался с педагогической деятельности в качестве учителя рисования и черчения в Алма-атинской школе № 38.
Позже она работала художником - декоратором, архитектором, художником – оформителем алма-атинских витрин. Среди её многочисленных работ также витрины магазинов «Восход» и «Казахстан» того времени. Эти витрины были сняты в художественном фильме «Меня зовут Кожа». 

## Выставки
Первая персональная выставка «Я – частица мира»  состоялась в музее имени Кастеева (декабрь 2018 год),
Прибалтийский тур персональной выставки, в рамках Государственной программы «Рухани Жаңгыру» (Литва, Латвия, 2019)

## Семья
Муж

Ерали Ален-бек Камзаулы - доктор экономических наук, выдающийся ученый, профессор, Академик (1940-2020). 
В 1962 году молодой  человек приехал к своему другу в гости и увидел девушку сидящую на скамейке с книгой. Глаза их встретились….и Аленбек понял, что эта очаровательная девушка забрала его сердце…Однажды и на всю жизнь… Они прожили вместе  58 лет.

Супруг разделял и поддерживал её творческие интересы. И  это выражалось не только в духовной поддержке; он, что не совсем свойственно мужской природе восточных мужчин, охотно разделял с ней тяготы бытия, поддерживал  её в работе над полотнами, окружая художницу заботой,  что также способствовало той степени физической свободы, дающей ей возможность полного погружения в творчество.

Дети: 

Дочери: Лэйла, Алия, Мадина
Внуки:

Камилла, Асель, Рахман, Ералы, Нуралы
Правнуки:

Ануар, Реми-Арлан
Дети и внуки Раузы  по стопам художницы не пошли, но благодаря своей маме и бабушке научились видеть прекрасное  в этом мире.

## Живописные работы
Более 500 работ

## Отзывы на работы Раузы  Ералиевой
Директор Лиепайского музея Даце  Каркла:

«Посредством искусства, мы стараемся понять Казахстан, его людей и менталитет. Эта яркая выставка радует нас красками и словно заряжает светом». 

Консул Казахстана в Латвии Кайрат  Камбаров:

«Искусство, в любом его проявлении, не требует перевода. Поэтому, выставка Раузы Ералиевой – это культурный мостик, который немного сблизил наши страны и дал возможность ближе узнать историю и традиции Казахстана, познакомил жителей Латвии с культурным наследием нашей страны. Даже та, маленькая часть ее работ, прибывших в Ригу, поистине показали всю глубину творчества мастера»  
Арт-директор ужуписского инкубатора искусств Иева Матулионите:

«Меня очень сильно вдохновила выставка Раузы  Ералиевой. Я впечатлена палитрой сочных красок, которые она использует и очень рада, что мы смогли показать посетителям выставки яркие образы и формы, присущие культуре казахского народа».
Мария Жумагулова, искусствовед:
Член Союза художников РК
Член Союза журналистов  РК	

«Проживая долгую творческую жизнь, Рауза не остановилась на достигнутом. Ее искусство потому и привлекательно, что на каждом этапе своего пути она меняется. Удивительный парадокс: она всегда узнаваема и при этом постоянно обнаруживается нечто новое, кардинально отличающееся от всего предыдущего.  Ее восприятию мира  чужды  всяческий  застой и консерватизм.   Она  - увлекающаяся натура.  И поэтому, ее последние  эксперименты в области абстракционизма и символизма  вполне в духе современности, с которой она шагает всегда в ногу!
И главное: ее искусство всегда актуально,  ибо  оно  всегда и во всем позитивно!»